# Познер, Владимир Соломонович
Влади́мир Соломо́нович По́знер (18 января 1905, Париж — 19 февраля 1992, там же) — русский и французский поэт, прозаик, переводчик, журналист, сценарист, литературный критик.

## Биография
Родился в состоятельной и образованной еврейской семье. Отец — адвокат, журналист и общественный деятель Соломон Владимирович (Вульфович) Познер (1876—1946), мать — Эсфирь Соломоновна Сидерская (1882—1942); родители находились во Франции в эмиграции. В начале 1910-х годов приехал с семьёй в Санкт-Петербург. Занимался в литературной студии при издательстве «Всемирная литература» (1919), преобразованной в студию при Доме искусства. Был членом группы «Серапионовы братья».
В мае 1921 года вместе с родителями выехал в Литву. В сентябре 1921 года с родителями выехал в Париж. Поступил в Парижский университет. Осенью 1922 года пребывал в Берлине. С 1923 года — вновь в Париже. Окончил Парижский университет в 1924 году.

## Творчество
Дебютировал в печати «Балладой о дезертире» в книге 2-й «Альманаха Цеха поэтов», вышедшей в Петрограде уже после отъезда в Литву. В Каунасе публиковал стихи в ежедневной газете «Вольная Литва» и её приложении журнале «Зеркало» под редакцией И. Я. Воронко. Живя в Париже и Берлине, публиковал стихи в газетах, журналах, альманахах Берлина и Парижа «Голос России», «Современные записки», «Эпопея», «Цех поэтов», «Воля России», «Звено».
Писал также статьи о русской литературе, переводил русских писателей на французский язык. Выпустил единственную книгу стихотворений «Стихи на случай» (Париж, 1928), книгу о русской литературе на французском языке «Litterature russe» (Париж, 1929). В США писал киносценарии, в том числе и по собственным романам. После Второй мировой войны издал во Франции несколько романов и мемуары на французском языке. В 1959 году в Париже была издана его повесть «Место казни» (фр. Le lieu du supplice).
В 1980 году в Париже вышла книга Владимира Познера «Нисхождение во ад», составленная из рассказов узников Освенцима.

## Семья
Брат — Георгий (Жорж-Анри) Познер (1906—1988), французский египтолог.
Дядя — статский советник Матвей Владимирович (Мордух Вульфович) Поузнер (1869—1916), адвокат, член Совета и директор Русского торгово-промышленного банка, член правлений Общества цементных заводов «Гранулит», Донецко-Грушевского общества каменноугольных и антрацитных копей, товарищества Сергинско-Уфалейских горных заводов; был женат на Розалии Рафаиловне Гоц (в замужестве Поузнер), сестре эсеров Абрама Гоца и Михаила Гоца.
Сестра отца Вера Вульфовна Брамсон (1871—1952) была замужем за адвокатом, литератором и общественным деятелем Л. М. Брамсоном.
Двоюродный брат — деятель кинематографа Владимир Александрович Познер (1908—1975). Его сыновья — журналист и телеведущий Владимир Познер и историк-востоковед Павел Познер.